# Ревільяррус
Ревільяррус (ісп. Revillarruz) — муніципалітет в Іспанії, у складі автономної спільноти Кастилія-і-Леон, у провінції Бургос. Населення — 462 особи (2010).
Муніципалітет розташований на відстані близько 200 км на північ від Мадрида, 13 км на південь від Бургоса.
На території муніципалітету розташовані такі населені пункти: (дані про населення за 2010 рік)
- Ум'єнта: 242 особи
- Ольмосальбос: 11 осіб
- Ревільяррус: 209 осіб

## Демографія
Динаміка населення (INE ):

## Галерея зображень

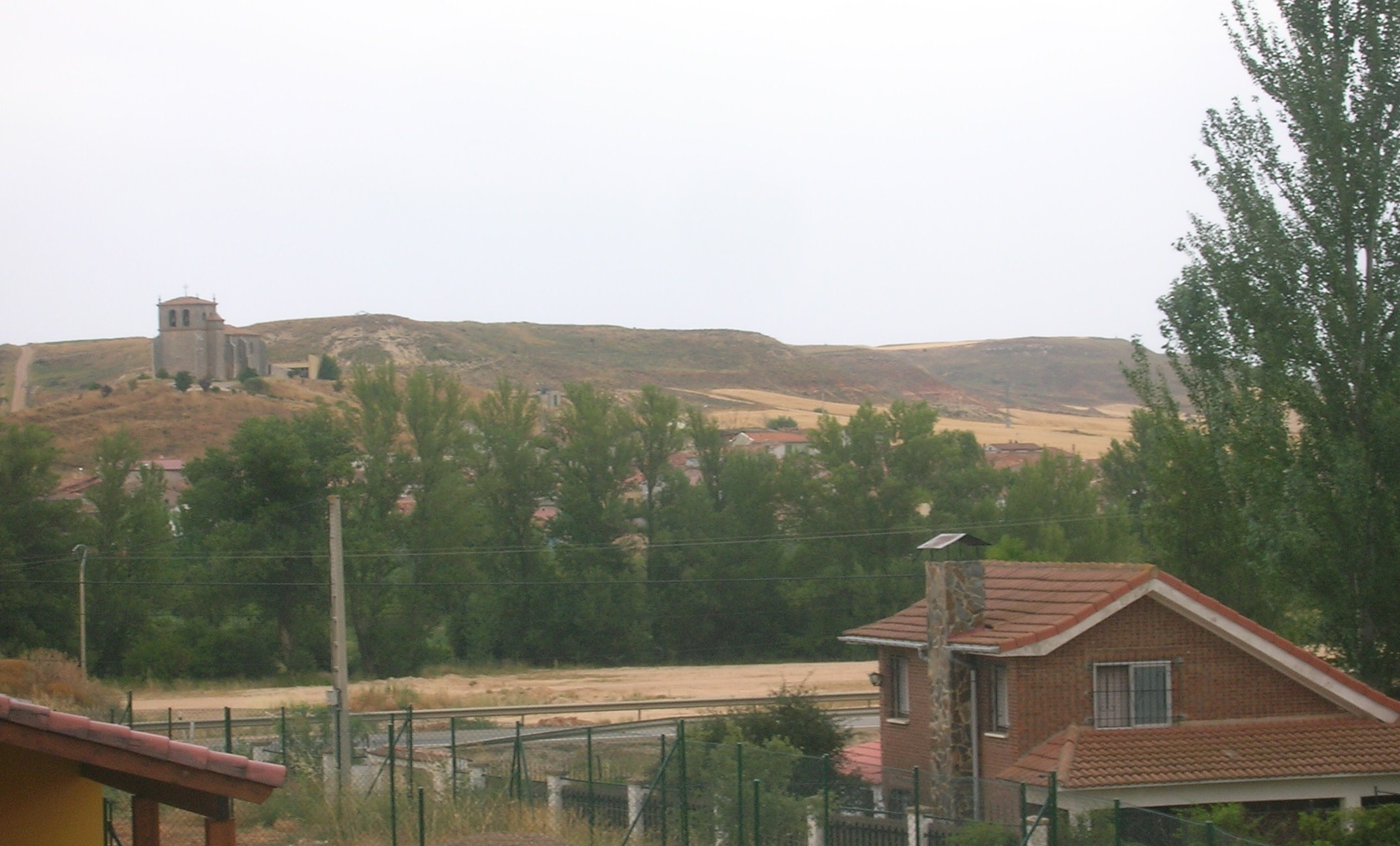
Ревільяррус у 2007